# Njukttjajávrrie (Arjeplogs socken, Lappland)
Njukttjajávrrie är en sjö i Arjeplogs kommun i Lappland och ingår i Umeälvens huvudavrinningsområde. Sjön har en area på 0,138 kvadratkilometer och ligger 604,3 meter över havet.